# شبكة العمل المباشر للأشخاص ذوي الإعاقة
شبكة العمل المباشر للأشخاص ذوي الإعاقة (DAN) هي منظمة ناشطة في مجال حقوق ذوي الإعاقة في إنجلترا وويلز والتي قامت بحملات من أجل الحقوق المدنية من خلال مظاهرات شوارع عالية المستوى تضمنت العصيان المدني والتجمعات والاحتجاجات.

## الحملات السابقة
في عام 1989، تم تأسيس شبكة ديربيشاير للعمل المباشر الآن (Dشبكة العمل المباشر للأشخاص ذوي الإعاقةN) من قبل الأشخاص ذوي الإعاقة المحليين للاحتجاج على تحويل تشيسترفيلد إلى منطقة للمشاة. وقد أدت هذه الاحتجاجات إلى اعتقالات من قبل الشرطة وعقد جلسات استماع في المحكمة، حيث رفض الأشخاص ذوو الإعاقة الاعتراف بالذنب، وقرأوا جميعًا نفس الدفاع أمام المحكمة. كان أحد المتظاهرين في شبكة ديربيشاير للعمل المباشر الآن هو آلان هولدسورث، الذي يعمل لدى تحالف ديربيشاير للأشخاص ذوي الإعاقة (DCDP) كعامل ربط مجتمعي، إلى جانب العديد من أعضاء تحالف ديربيشاير للأشخاص ذوي الإعاقة بما في ذلك كين ديفيس.
بين عامي 1990 و1993، نظمت حملة النقل الميسر (CAT) التي تتخذ من لندن مقراً لها مظاهرات في الشوارع بما في ذلك شارع أكسفورد. وشمل منظموها روث باشال، وكيت براون، وترايسي براودلوك، وسو إلسيجود، وفيكتوريا وادينجتون، وآلان سوثرلاند كمسؤول صحفي.
في الثامن من سبتمبر/أيلول 1991، أقيمت ورشة عمل في نهاية الأسبوع في جنوب مانشستر للتعلم من الاحتجاجات المماثلة في الشوارع في الولايات المتحدة. أقيمت الورشة بقيادة الناشطين الزائرين مايك أوبرغر وبابس جونسون من ADAPT، وانتهت بالتعلم العملي للخروج ومنع ثلاث حافلات على الطريق الرئيسي القريب. جاء ذلك خلال الاجتماع السنوي العام العاشر لـ BCODP، الذي عقد في أوينز بارك، على طريق ويلمسلو في مانشستر. استخدمت صورة لهذا الاحتجاج على الغلاف الأمامي لكتاب عن صور الأشخاص ذوي الإعاقة.

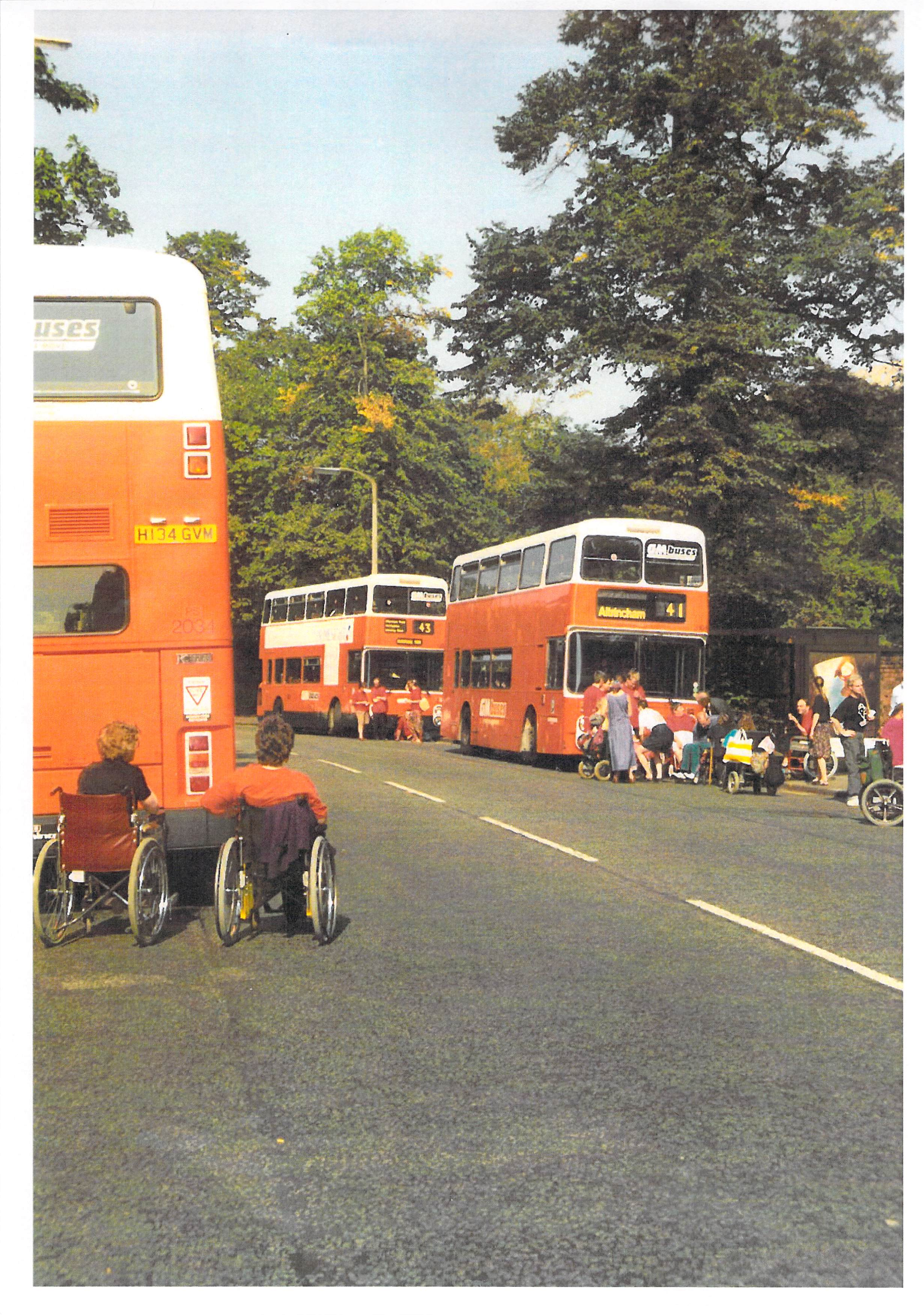
الأشخاص ذوو الإعاقة في حملة ضد الحافلات غير المخصصة لذوي الاحتياجات الخاصة، مانشستر، 1991.

في 22 نوفمبر 1991، في ليدز، نظم 150 شخصًا من ذوي الإعاقة وحلفائهم احتجاجًا خارج استوديوهات هيئة الإذاعة البريطانية (BBC) ضد البث المباشر لمؤسسة الأطفال المحتاجون تحت شعار مجموعة الحقوق وليس الخيرية. تم اعتقال ثمانية أشخاص، أربعة منهم من ذوي الإعاقة.
في 18 يوليو 1992 في لندن، نظم أكثر من ألف شخص من ذوي الإعاقة احتجاجًا خارج استوديوهات آي تي في (قناة لندن ويك إند تي في) ضد البث المباشر للتلفزيون تحت شعار كتلة تيليثون. تخلت قناة آي تي في لاحقًا عن نهج تيليثون. كان المنظمون الرئيسيون هم باربرا ليسيكي وآلان هولدسورث، اللذان نظما احتجاجًا أصغر حجمًا ومماثلًا ضد بث برنامج تيليثون في عام 1990 وقاما بمزيد من أعمال التطوير استعدادًا للاحتجاج في عام 1992.

## الهيكل والأساليب
كانت شبكة شبكة العمل المباشر للأشخاص ذوي الإعاقة عبارة عن شبكة من الأفراد ذوي الإعاقة وحلفائهم. تمكنت الشبكة من الحفاظ على تغطيتها في جميع أنحاء المملكة المتحدة من خلال فريق من المنظمين الإقليميين.
كانت هناك لجنة وطنية للأشخاص ذوي الإعاقة خلال معظم السنوات النشطة لـ شبكة العمل المباشر للأشخاص ذوي الإعاقة، بما في ذلك العديد من المنظمين الإقليميين. تم إنتاج نشرة إخبارية، خاصة في الفترة التي سبقت واختتام عمل كبير.

## السنوات المبكرة
في أوائل عام 1993، أصبحت باربرا ليسيكي، وآلان هولدوورث، وسو إلسيجود مؤسسي شبكة العمل المباشر للأشخاص ذوي الإعاقة (DAN).
كانت الفكرة هي البناء على طاقة الحملة ودعمها من احتجاج كتلة تيليثون الذي نظمته حملة وقف الرعاية، وفي ربيع عام 1993 تم عقد مؤتمر سكني في عطلة نهاية الأسبوع من قبل حوالي 16 شخصًا من ذوي الإعاقة المهتمين باستخدام غرف الضيوف في أراضي جمعية السائقين ذوي الإعاقة في قاعة أشويلثورب بالقرب من نورويتش. كان النقاش في الأساس بين إنشاء حملة عامة للحقوق المدنية أو إنشاء حملة تعتمد على قضايا مستهدفة محددة، بدءًا بوسائل النقل العام التي يصعب الوصول إليها. وجاء التصويت النهائي لصالح أهداف محددة، بحجة أنها من شأنها إشراك عدد أكبر من الأشخاص ذوي الإعاقة بشكل واضح. في نهاية هذا الأسبوع تم إنشاء شبكة العمل المباشر للأشخاص ذوي الإعاقة رسميًا.
كان أول إجراء عام قامت به منظمة شبكة العمل المباشر للأشخاص ذوي الإعاقة في يوليو 1993 في كرايستشيرش بعد الدعوة إلى إجراء انتخابات برلمانية فرعية، وكان المرشح المحافظ، الذي كان من المتوقع فوزه، قد منع في وقت سابق في مجلس العموم تشريعات جديدة لحقوق ذوي الإعاقة من أن تصبح قانونًا. نظم حزب شبكة العمل المباشر للأشخاص ذوي الإعاقة احتجاجات أثناء حملته الانتخابية، وخسر الانتخابات. تم إنشاء حملة من أجل توفير وسائل نقل متاحة للأشخاص ذوي الإعاقة، بقيادة مجموعات حقوق ذوي الإعاقة، للاحتجاج والضغط من أجل زيادة إمكانية الوصول إلى وسائل النقل العام. 
بين عامي 1993 و1998، عقدت شبكة العمل المباشر للأشخاص ذوي الإعاقة أكثر من 100 فعالية، وعقدت 16 فعالية وطنية بين تأسيسها وعام 2002. عادة ما يتم تنفيذ عمل محلي في يوم واحد، في حين تتطور الأحداث الوطنية إلى أحداث تستمر ثلاثة أيام، عادة من الجمعة إلى الأحد.
قام المتظاهرون من حركة شبكة العمل المباشر للأشخاص ذوي الإعاقة بمنع الحافلات في شارع أكسفورد وساحة ترافالغار ومواقع أخرى في جميع أنحاء لندن عن طريق تقييد أنفسهم بالأصفاد أو السلاسل إلى الحافلات، بالإضافة إلى وضع أنفسهم في طريق الحافلات ورفض التحرك. في عدة مناسبات في عامي 1994 و1995، أثناء النظر في قانون التمييز ضد ذوي الإعاقة، قام المتظاهرون بتقييد أنفسهم بحافلة روت ماستر بجوار قصر وستمنستر. وشملت أماكن الاحتجاج الأخرى مكتب دائرة نوتنغهامشاير الانتخابية للمستشار كينيث كلارك، وهارودز، ومعرض تيت.

## قانون التمييز ضد ذوي الإعاقة لعام 1995 وحقوق الآن
بعد محاولات عديدة في البرلمان لإقرار قانون الحقوق المدنية للأشخاص ذوي الإعاقة (يُسمى أيضًا قانون مكافحة التمييز)، إقر قانون أخيرًا في عام 1995، قانون التمييز ضد الإعاقة (DDA). كان الموقف الرسمي لـ شبكة العمل المباشر للأشخاص ذوي الإعاقة هو أن قانون التمييز ضد الإعاقة به الكثير من الثغرات، وكان ضعيفًا للغاية. على سبيل المثال، على الرغم من تعزيز قانون التمييز على أساس الإعاقة عام 2003 ليشمل النقل العام لأول مرة، نُقل عن آندي جيل قوله في مقال إخباري على موقع بي بي سي الإلكتروني: "لم ندعم قانون التمييز على أساس الإعاقة منذ البداية لأنه لا يُعالج المخاوف الحقيقية بشأن احتياجات الأشخاص ذوي الإعاقة. نحن بحاجة إلى تشريع يضمن حق جميع الأشخاص ذوي الإعاقة في العيش كمشاركين كاملين في المجتمع."
لقد تم تنظيم العديد من الاحتجاجات في الشوارع في عامي 1994 و1995، والتي أدت إلى إقرار القانون الجديد، من قبل حملة ذوي الإعاقة، الحقوق الآن!، على الرغم من أن العديد من أعضاء شبكة العمل المباشر للأشخاص ذوي الإعاقة شاركوا أيضًا في هذه الاحتجاجات بالإضافة إلى احتجاجات شبكة العمل المباشر للأشخاص ذوي الإعاقة.
كانت احتجاجات كرايستشيرش أول تحرك وطني، تلتها احتجاجات في ميدان ترافالغار، وقاعة وستمنستر المركزية، وليدز (جميعها في عام 1994)، وكارديف، وبرمنغهام (1995)، ونوتنغهام، وديربي (1996)، ولندن، وبريستول (1997)، ولندن، ونيوكاسل، وهال (1998)، وبورنموث، ولندن (1999، و2001، و2002).

## الإجراءات والإرث بعد عام 1995
في المملكة المتحدة في مايو 1997 حدث تغيير في الحكومة بفوز حزب العمال وتولي توني بلير عضو البرلمان منصب رئيس الوزراء. ومع ذلك، أبدى العديد من الأشخاص ذوي الإعاقة بعض الشكوك حول المقترحات غير الواضحة التي قدمها وزراء حكومة حزب العمال الجديدة بشأن ما أسماه البعض إصلاح الرعاية الاجتماعية، ووصفه آخرون بالتخفيضات. في 22 ديسمبر/كانون الأول 1997، نظمت منظمة شبكة العمل المباشر للأشخاص ذوي الإعاقة ومنظمات أخرى احتجاجاً لمدة يوم واحد ضد هذه التخفيضات المقبلة، أقيم في ميدان ترافالغار. انفصلت مجموعة من "الدانرز" عن هذا التجمع وتوجهت إلى وايت هول باتجاه بوابات داونينج ستريت. وكانوا قد أخفوا طلاء أحمر داخل أكواب القهوة الورقية، وألقوا الطلاء على أنفسهم واحتجوا على الأرض أمام البوابات أمام طواقم الأخبار التلفزيونية التي كانت متمركزة هناك لأي أسباب إخبارية سياسية مفاجئة. تمت تسمية الاحتجاج على اسم إحدى اللافتات، "دم بلير". وبالإضافة إلى عرضها في الأخبار الوطنية بالمملكة المتحدة، انتشرت تفاصيل الاحتجاج والصور في جميع أنحاء العالم، بما في ذلك الصفحة الأولى من صحيفة نيويورك تايمز. وعلى الرغم من التخفيضات في إعانات الرعاية الاجتماعية للأشخاص ذوي الإعاقة، وخاصة بعد عام 2010 وبرنامج التقشف الذي بدأته حكومة الائتلاف، فمن الممكن القول إن احتجاجات عام 1997 أوقفت هذه التخفيضات على الأقل لعدة سنوات.
في 20 نوفمبر 2001، بدعم من شبكة العمل المباشر للأشخاص ذوي الإعاقة في المملكة المتحدة وحملات الأشخاص ذوي الإعاقة في جميع بلدان الاتحاد الأوروبي، وبتنسيق من المنتدى الأوروبي للإعاقة وحملة حافلات للجميع، كان لابد من أن تكون جميع الحافلات الجديدة التي سيتم استخدامها في أي مكان في الاتحاد الأوروبي قابلة للوصول بالكامل بموجب قانون الاتحاد الأوروبي، مع جدول زمني للتخلص التدريجي من الحافلات القديمة التي يصعب الوصول إليها. كانت الحافلات ذات الطابقين هي آخر أنواع الحافلات التي أصبحت متاحة بالكامل. وقد تم ذلك باستخدام قوى السوق الموحدة للاتحاد الأوروبي.
انخفض عدد إجراءات شبكة العمل المباشر للأشخاص ذوي الإعاقة المسجلة بعد عام 2002 بشكل كبير، على الرغم من وجود إجراءات مسجلة حتى عام 2022.
تأسست منظمة الأشخاص ذوي الإعاقة ضد التخفيضات في عام 2010، باستخدام تكتيكات مماثلة وتنظيم حملات حول قضايا مماثلة.

## تلفزيون
في عام 1995، بث الفيلم الوثائقي التلفزيوني متحرّق إلى شبكة العمل المباشر للأشخاص ذوي الإعاقة، الذي أنتجته شركة ريف للإنتاج المحدودة، كجزء من سلسلة فوق الحافة من برامج هيئة الإذاعة البريطانية (BBC) المخصصة لذوي الإعاقة. وركزت على الإجراءات الوطنية التي اتخذها أعضاء الشبكة في لندن (التي استهدفت جسر وستمنستر والبرلمان) وكارديف (التي استهدفت محطات الحافلات والقطارات الرئيسية). كما تم بث البرنامج على قناة بي بي سي تو في أوروبا والعالم عبر خدمة البث للقوات البريطانية (BFBS).
في 19 مايو 2020، أعلنت هيئة الإذاعة البريطانية (BBC) أنها كلفت شركتي إنتاجات دراغون فلاي للأفلام والتلفزيون وإنتاجات ون شو بإعداد سرد درامي لجوانب شبكة العمل المباشر للأشخاص ذوي الإعاقة للبث المستقبلي على قناة بي بي سي تو التلفزيونية في المملكة المتحدة. تركز أساس البرنامج على عضوين من شبكة العمل المباشر للأشخاص ذوي الإعاقة وعلى المناقشات السياسية داخل حركة الأشخاص ذوي الإعاقة التي أدت إلى إقرار قانون التمييز ضد الإعاقة في عام 1995، والذي اعتبره العديد من الأشخاص ذوي الإعاقة قانونًا ضعيفًا وغير كافٍ لحقوقهم المدنية. ويصادف البرنامج الذكرى الخامسة والعشرين لإصدار هذا القانون (الذي تم دمجه لاحقًا في قانون المساواة لعام 2010). إنتج الفيلم تحت عنوان ثم التقت باربرا بآلان وبث في 21 مارس 2022.